# Manly P. Hall
Manly Palmer Hall (martie 18 1901 - august 29, 1990) a fost un prolific autor și mistic născut în Canada. Este arhicunoscut pentru lucrarea sa "Învățatura secretă a tuturor timpurilor" o Enciclopedie asupra Masoneriei, Hermetismului, Cabalismului si asupra Simbologiei Filosofiei Rosicrucianismului, publicată la vârsta de 25 ani. 
Într-un capitol al carții "Învățatura secretă a tuturor timpurilor" numit Matematica Pitagorică discută calitățile mistice și oculte ale Matematicii Pitgorice. Se vorbește despre Anticul Pitagora (care a trăit între anii 582IC - 507IC) și despre o Frație Secretă cunoscută sub denumirea Pitagorica care a influențat Rosicrucianismul și Francmasoneria.
Manly Palmer Hall era recunoscut ca savant în domeniile ca religia, mitologia, misticismul și ocultismul.
În 1934 Manly P. Hall a fondat "Philosophical Research Society" în Los Angeles Califonia, dedicată găsirii soluțiilor problemelor umane. PRS susține ca nu are o formă de sectă și este intr-un totul pentru educație, politică și control ecleziastic, programele societății susține întegrarea într-un sistem de instrucțiuni a informațiilor de filosofie, religie și știință.
În 1973 Manly P. Hall a fost recomepensat cu gradul masonic 33º, onoare conferită de catre Supremul Consiliu al Ritului Scoțian), într-o ceremonie susținută la PRS în data de 8 Decembrie.
În îndelungata sa carieră, petrecându-și mai mult de 17 ani în activități ale domeniului public, Hall a ținut peste 7500 de discursuri în Statele Unite și în strainatate, fiind autor a peste 150 carți și eseuri.
Francmasonerie
Manly Palmer Hall scria: "Francmasoneria reprezintă o frăție în frăție, o organizație exterioară care ascunde în rândurile ei o frăție interioară a celor aleși... prima parte este vizibilă, cealaltă nu este vizibilă. Societatea vizibilă este o camaraderie splendidă, alcătuită din persoane «libere și acceptate», care s-au reunit pentru a se dedica promovării unor cauze etice, educaționale, fraterne, patriotice și umanitare. Societatea invizibilă este o frăție secretă și nobilă, ai cărei membri se dedică trup si suflet slujirii unui arcanum arcandrum, adică unui secret sacru".
Satanism
Manly Palmer Hall din lucrarea sa "Învățatura secretă a tuturor timpurilor" scria: "Șarpele este simbolul și prototipul Salvatorului Universului, care răscumpară lumile dezvăluindu-se în fața creaturii și dăruindu-i atât binele cât și răul". 
De asemenea George Oliver, la rându-i mason, în lucrarea sa "Sings and Symbols", este de părere că "Șarpele este considerat pe plan universal ca fiind simbolul legitim al Francmasoneriei"